# Portret Henrika VIII.
Portret Henrika VIII. je izgubljeni rad Hansa Holbeina mlađeg koji je portret Henrika VIII. Uništen je u vatri 1698. godine, ali je još uvijek poznat po mnogim kopijama. To je jedan od najslikovitijih portreta Henrika VIII. i jedan je od najpoznatijih portreta bilo kojeg britanskog monarha. Izvorno je nastao oko 1536. – 1537. kao dio zidne slike koji prikazuje dinastiju Tudor u palači Whitehall u Londonu. Izvorna slika je prikazivala četiri figure oko velike mramorne stele: Henrika, njegovu ženu Jane Seymour i njegovih roditelja, kralja Henrika VII. i Elizabete od Yorka. Vjerojatno je naslikana za kratkog braka Henrika s Jane Seymour tijekom iščekivanja porođenja njihova djeteta, kraljevića Edwarda, koji se rodio u rujnu 1537.
Za razliku od tadašnjih standarda prema kojima portret kraljevske obitelji treba držati mač, krunu ili žezlo, ovaj portret nema tih obilježja. To je bilo uobičajno u progresivnom kraljevskom portretiranju, na primjer Tizianovim portretima Habsburške obitelji i drugih kao što su npr. francuski i njemački kraljevski portreti. No, Holbeinov uspjeh u prenošenju kraljevskog veličanstva bez takvih specifičnih rekvizita je izniman. Umjetnik ga je prikazao kao moćnog, odlučnog i iznad svega veličanstvenog. To je postigao odlučnim stavom i čvrstim pogledom ravno u oči gledatelja. Njegove su noge raširene, a ruke držane sa svoje strane u pozi ratnika ili hrvača. U jednoj ruci drži rukavicu, a druga poseže za bodežom koji visi na pojasu. Henrikova odjeća i okružje su ukrašeni, a posebno je istaknut detaljni vez, nosio je mnogo nakita, uključujući nekoliko prstenova i ogrlica, a koža i veliki nakurnjak koje nosi dodatno pojačavaju njegovu muževnost. Velikim prstenjem i niz ogrlica, bodežom, obilno ukrašenom sobom i svečanom odjećom Holbein nam prikazuje moć i raskoš kraljevske obitelji. Jak kontrast svijetla i tame naglašava konture mladog i zdravog kralja koji je u punom zamahu života. No, zapravo je kralj u stvarnosti bio dosta niži i u svojim 40-im godinama je već fizički propadao.
Henrik VIII. je prepoznao snagu ovog djela, te je poticao druge umjetnike da kopiraju sliku i stvaraju različite verzije diljem njegovog kraljevstva. Veliki plemići su također naručivali vlastite kopije slike kako bi pokazali svoju odanost Henriku. Mnoge kopije portreta su razlog zašto je postao tako značajno djelo, čak i nakon uništavanja izvornog portreta kada je palača Whitehall uništena vatrom 1698. godine.